# Apashe

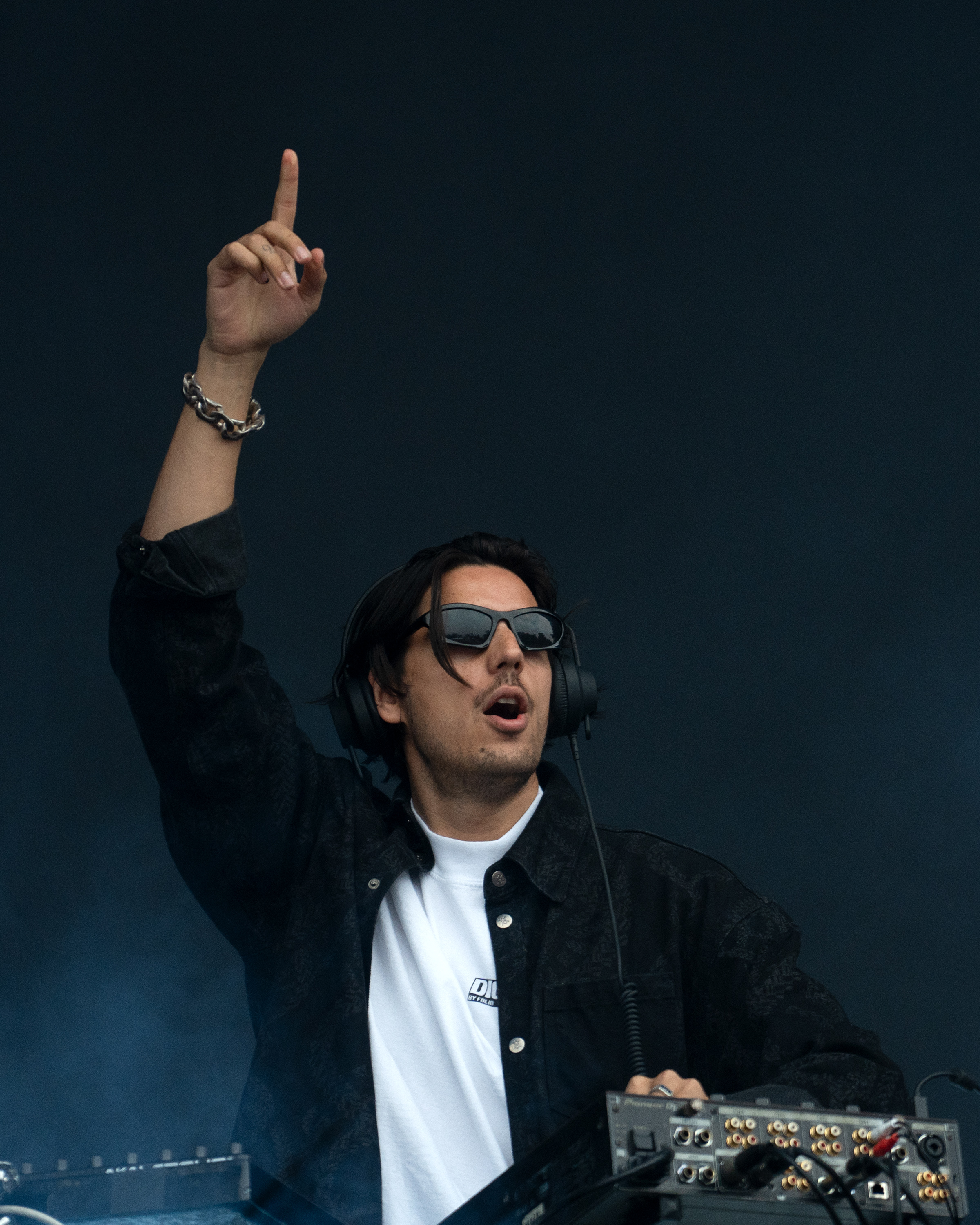
Apashe, 2023

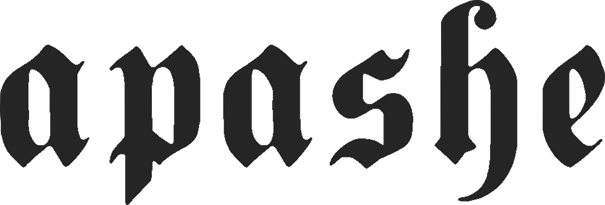
Das Logo von Apashe

Apashe (ausgesprochen 'A-pa-she') (* 9. Mai 1992 als John De Buck in Brüssel) ist ein belgischer Musikproduzent. Seine Musik hat Einflüsse von Hip-Hop, Electro, Dubstep, Neurofunk, Trap und Klassik. Derzeit lebt er in Montreal, Kanada.

## Werdegang
Apashe ist in Brüssel geboren als Sohn von Scindya de Barros und Philip De Buck, er hat drei Schwestern und einen Bruder. In Belgien ist er mit elektronischer Musik aufgewachsen. In Berührung mit dem Produzieren von Musik kam er mit neun Jahren am Computer seines Vaters, wozu ihn seine älteste Schwester inspiriert hat. Besonders gerne mischte er klassische Musik. 2005 begann er richtig Musik zu produzieren. Die Affinität dazu kam von seinem Vater, welcher selbst Musik aufnahm. Mit 19 Jahren zog er nach Kanada, wo bereits seine Mutter lebte. Dort begann er an der Concordia University „Elektroakustik“ zu studieren und blieb in Montreal. Danach war er als Sound Designer bei Apollo Studio tätig, wo er die Tongestaltung für Videogames (z. B. Assassin’s Creed, Watchdogs, Farcry) sowie den Sound für Trailer von Ubisoft mitproduzierte. 2014 verließ er das Unternehmen als seine Musik langsam erfolgreicher wurde und bemerkte, dass ihm das Produzieren von Musik große Freude bereitete.
2011 wurde er von Kannibalen Records unter Vertrag genommen. 2013 veröffentlichte er gratis seine Single Battle Royale. Bekanntheit erlangte er 2014 durch die Single No Twerk, besonders in Russland. 2020 veröffentlichte er sein zweites Album Renaissance – ein Mix aus Electro und Klassik. Dafür engagierte er das Prager Symphonie-Orchester mit 69 Instrumenten. Alle Songs des Albums sind miteinander verbunden, ein Abenteuer, das von Anfang bis Ende durchlebt werden soll. Requiem und Renaissance wurden in seinem ersten eigenen Studio produziert. Seine Musik wurde in verschiedenen Film- und Serientrailern verwendet, wie John Wick, Marvel’s Iron Fist, Kingsman: The Golden Circle, Fast & Furious und Love, Death + Robots Volume 3.
Von sich selbst behauptet er, dass er kein Instrument gut spielen könne. Er konzentriert sich lieber auf das Produzieren, damit kann er alle Instrumente vereinen. Zuerst war er unter dem Namen „Lindien“ bekannt, weil seine Freunde ihn so nannten und er zu einem Viertel Inder ist. Später änderte er seinen Namen in Apashe, was auf den Helikopter Boeing AH-64 Apache sowie zu einem Teil an seine Herkunft anspielt. Seine Musik wurde von Künstlern wie Major Lazer, Afrojack, Excision, Flosstradamus und Koan Sound benutzt.
Er beschreibt seine Musik als „majestic“ (ein Mix aus Klassik und elektronischer Musik), weil er nicht wüsste wie er es anders beschreiben soll. Wenn Apashe eine Melodie komponiert, lässt er sich von Filmszenen inspirieren, die er in seinem Kopf erschafft. Seine Musik möchte er auch tanzbar machen und es freut ihn zu sehen, wie sich Menschen zu seiner Musik bewegen.
Einen persönlichen Traum und Meilenstein erreichte Apashe am 31. Juli 2022, als er auf dem Festival Osheaga in Montreal erstmals in seiner Karriere mit einem Blasorchester live auftrat.

## Diskografie
(Quelle:)

### Alben
- 2016: Copter Boy
- 2020: Renaissance
- 2023: Antagonist

### Singles und EPs
- 2011: Machines Should Work – nur auf Soundcloud zu finden
- 2012: Contamination, Ritual
- 2013: Black Mythology, Battle Royale
- 2014: Battle Royale/Black Gold (VIP and Remixes), Golden Empire, Good Bye, No Twerk, Battle Royale
- 2015: Confess, I'm A Dragon, Trap Requiem, I'm A Dragon Remixes, No Twerk VIP, Tank Girls
- 2016: Skeleton Dance, Tank Girls Remixes, Fire Inside, No Twerk Instrumental, Copter Boy, Fuck Boy, The Landing
- 2017: Supernova (feat. Dope D.O.D.), Lilith (Sullivan King Remix), sowie diverse Remixes der EP Copter Boy
- 2018: Requiem, Replicants, Do it, Replicants (Kompany Remix), Dies Irae (Singal Remix), Lacrimosa (Code:Pandorum x TenGraphs Remix), Majesty (CloZee Remix), Dies Irae (Avance Remix), Lacrimosa (Figure x Don't Kill It Remix), Majesty (Chuurch Remix), Requiem Remix EP
- 2019: The Good, The Bad & The Fake, Annihilation, Distance
- 2020: Uebok (Gotta Run), Insane, Dead, Behind My Eyes, I'm Fine, Legend, Work, Макс Корж - Малый повзрослел (Apashe Remix),
- 2021: Time Warp, Never Change, More More More, I killed the Orchestra EP, sowie diverse Remixe von Renaissance
- 2022: I'm A Dragon (VIP), RIP, I killed the Orchestra Remix EP
- 2023: Gasoline (feat. Raga), Devil May Cry

## Musikvideos
Zusammen mit Regisseur, Kameramann und Freund Adrian Villagomez entstanden die Musikvideos zu den Songs RIP, Lord & Master, Uebok und viele mehr.

## Auszeichnungen
Berlin Music Video Awards
| Jahr | Kategorie | Song          | Status    |
| ---- | --------- | ------------- | --------- |
| 2017 | -         | Fuck Boy      | nominiert |
| 2021 | Best Song | Uebok         | 2. Platz  |
| 2022 | Best Song | Lord & Master | gewonnen  |